# Elsa Courtoit
Elsa Joanna Josepha Courtoit (Antwerpen, 23 januari 1902 – Borgerhout, 1983) was een Belgische kunstenares. Ze was vooral bekend als grafica en schilderes, maar legde zich evengoed toe op glaskunst, borduurwerk en sieraadontwerp.
Ze werd geboren op 23 januari 1902 te Antwerpen als dochter van Edmond Courtoit (1867 - 1950). Ze volgde les aan de Academie en aan het Stedelijk Instituut voor Sierkunsten en Ambachten, beide te Antwerpen.
Binnen de grafiek is de houtsnede haar meest gebruikte techniek. Zo is het Prentenkabinet van het Museum Plantin-Moretus te Antwerpen in het bezit van 15 houtgravures van haar hand, waarvan het merendeel het ontwerp voor een wenskaart voorstelt. Daarnaast is de ex-libris een belangrijk thema binnen haar (grafische) werk. Andere onderwerpen zijn vaak historisch of mythologisch van aard.